# Sedum spurium
Sedum spurium là một loài thực vật có hoa trong họ Crassulaceae. Loài này được M.Bieb. miêu tả khoa học đầu tiên năm 1808.